# Henry Niño
Henry Nadir Niño Gómez (ur. 3 października 1997 w León) – nikaraguański piłkarz występujący na pozycji środkowego lub defensywnego pomocnika lub środkowego obrońcy, reprezentant Nikaragui, od 2024 roku zawodnik Realu Estelí.